# Camp Blood
Camp Blood (Alternativtitel: Clown of Fear) ist ein US-amerikanischer Slasherfilm von Brad Sykes aus dem Jahr 2000. Die Direct-to-Video-Produktion war der Start einer Filmreihe und brachte bisher neun Fortsetzungen und Spin-offs hervor.

## Handlung
Die Vogelkundlerin Sally und ihr Kameramann Victor vergnügen sich im Camp Blackwater in einem Zelt. Plötzlich werden sie von einer Person angegriffen, die einen Overall und eine Clownsmaske trägt. Der Clown tötet Victor mit einer Machete und jagt anschließend Sally durch die Wälder.
Zur gleichen Zeit macht sich Tricia zusammen mit ihrem Freund Steve, Jay und dessen Freundin Nicole auf den Weg zu einem Camping-Trip zum Camp Blackwood. Tricia hat ihre Bedenken, da sie in der Zeitung von Sallys und Victors Verschwinden gehört hat. Trotzdem fahren sie los.
Währenddessen finden zwei Jäger die schwerverletzte Sally. Der Clown erscheint und tötet alle drei.
Zurück bei der Gruppe um Tricia und Steve treffen die vier auf einen älteren Mann, der die vier vor „Camp Blood“ warnt. Sie beschließen, diese Warnungen in den Wind zu schlagen, und erreichen den vereinbarten Treffpunkt mit Harris, dem lokalen Führer. Es stellt sich heraus, dass dieser eine Frau ist. Da sie außerdem zu spät ist, stellt Steve ihre Kompetenz in Frage. Dennoch folgen sie ihr und verbringen den Tag mit Camping-Vorbereitungen. Am Abend haben sie ein Lagerfeuer, bei denen ihnen Harris die Gruselgeschichte vom Camp Blood erzählt. So soll zwanzig Jahre zuvor ein Mann gefeuert worden sein und dann zu Hause seine Frau im Bett mit einem fremden Mann erwischt haben. Daraufhin habe er sie gefesselt und in das Camp gebracht, wo er sie gefoltert und getötet habe, während er eine Clownsmaske trug. Die Polizei habe zwar die getöteten Personen gefunden, doch der Mann mit der Clownsmaske blieb verschwunden.
Am nächsten Morgen ist Harris scheinbar gestorben. Ihre verbrannte Leiche findet sich am Lagerfeuer. Noch als sie beraten, was nun zu tun ist, erscheint der Clown und jagt sie durch den Wald. Am Ende erwischt er alle, bis auf Tricia. Auf ihrer Flucht trifft sie den Wanderer, den sie nach dem Weg gefragt haben. Dieser gehört jedoch offensichtlich zum Clown. Es gelingt ihr jedoch, beide zu überwältigen. Sie entwendet das Auto des Fremden und überfährt den Clown. Anschließend demaskiert sie ihn und es stellt sich heraus, dass es Harris ist, die ihren Tod nur vorgetäuscht hat. Mit dem Auto flieht Tricia schließlich, doch der Clown befindet sich plötzlich hinter ihr. Tricia bremst und verliert das Bewusstsein.
Als sie wieder zu sich kommt, befindet sie sich in einer psychiatrischen Klinik. Die Ärzte halten sie für die Mörderin.

## Hintergrund
In Deutschland erschien der Film zunächst über Astro Records & Filmworks und Laser Paradise als DVD. Eine Blu-Ray-Version wurde 2021 von WMM als Mediabook mit den Teilen 2 bis 6 zusammen ausgegeben.

## Kritiken
Horrormagazin.de urteilte: „(…) [L]eider sind Dialoge, Spezialeffekte und Bildqualität alles andere als gelungen. Das Ganze wirkt unprofessionell und unausgereift. Etwa wie ein Hobbyfilm, der mal eben schnell in der Mittagspause gedreht und zusammen geschnitten wurde. Somit hinterlässt der ganze Streifen einen sehr bitteren Beigeschmack.“
Haiko Herden schrieb über den Film: „Der Film wandelt auf den typischen Stalk´n-Slash-im-Wald-Pfaden, wie zum Beispiel der Urvater des Genres FREITAG, DER 13. Es handelt sich hierbei um eine gutgemachte, semiprofessionelle Produktion aus den USA, die wirklich zu unterhalten weiss und auch den Zuschauer mal auf eine falsche Fährte lockt.“
In dem Buch Legacy of Blood: A Comprehensive Guide to Slasher Movies schrieb Jim Harper, dass die Spezialeffekte auf Amateurniveau seien. Dem Film sehe man sein geringes Budget an. Er schrieb des Weiteren, dass der sicherlich kein Klassiker sei, aber zumindest kein Scream-Abklatsch.

## Fortsetzungen
Camp Blood 2 – The Revenge wurde ebenfalls von Brad Sykes inszeniert und erschien im Jahr 2000. Mit Within the Woods folgte 2005 der dritte Teil, wiederum von Sykes verantwortet. 2014 erschien Camp Blood: First Slaughter. In kurzem Abstand folgten die Ableger Camp Blood 4, Camp Blood 5 und Camp Blood 666 (alle 2016). 2017 entstand It Kills, auch als Camp Blood 7 bekannt, 2018 Ghost of Camp Blood, 2019  Camp Blood 8 und 2020 Children of Camp Blood. Häufiger Regisseur dieser Filme war Mark Polonia.